# Savena
Le Savena est une rivière de la province de Bologne en Italie du nord et un affluent de l'Idice, donc un sous-affluent du fleuve Reno.

## Géographie

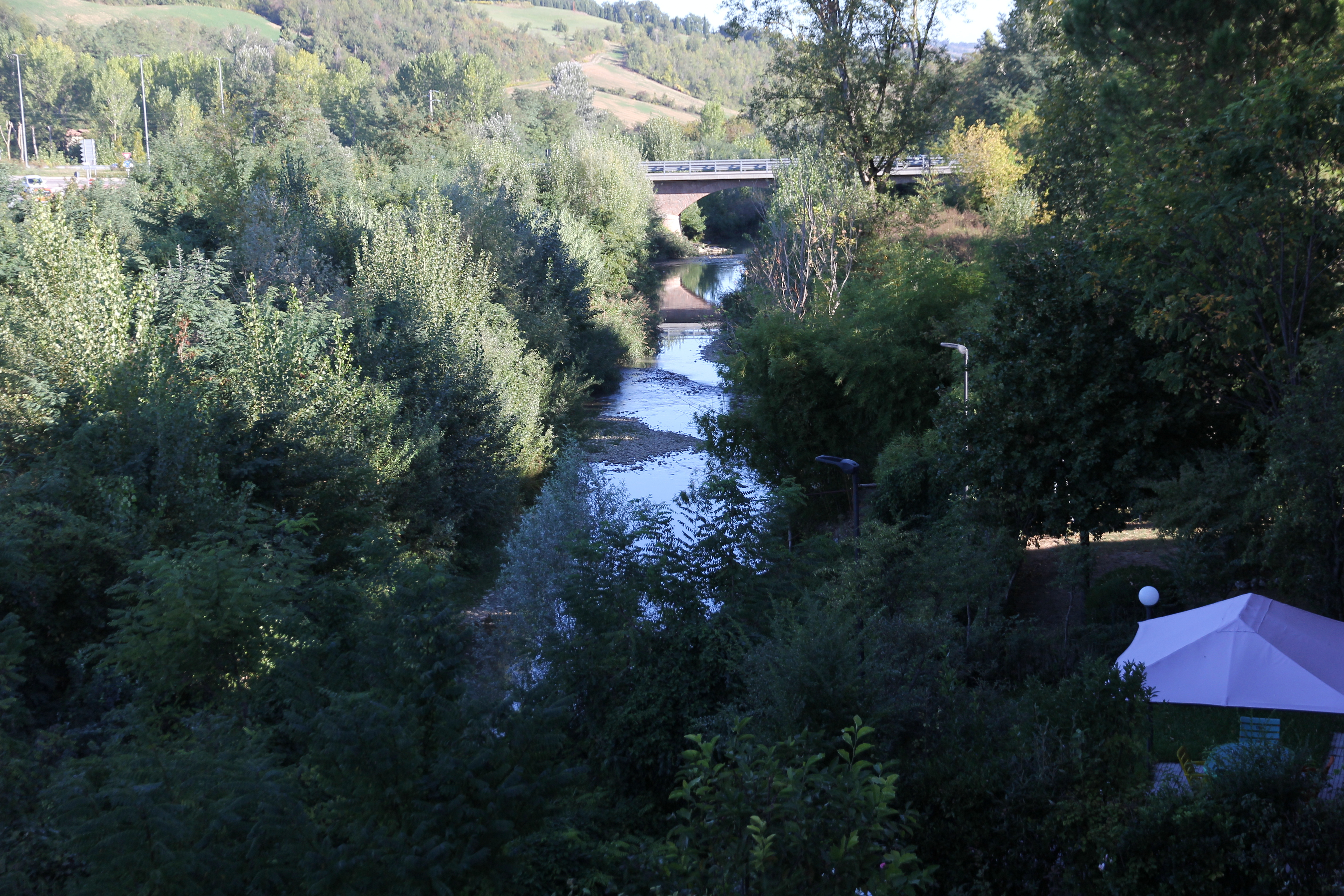
La Savena

Le Savena est une rivière à caractère torrentiel, sujette à de fortes variations de débit car drainant une région montagneuse sous climat méditerranéen. Elle naît en Toscane sur le territoire de Firenzuola, dans la province de Florence. Son bassin s'étend sur 175 km2, est encadré par les monts Sasso di Castro, à 1 276 m, Monte Bastione, à 1 190 m, Monte Luario, à 1 140 m, Monte Freddi, à 1 275 m, un peu au nord du Passo della Futa.
Le Savena est le principal affluent de l'Idice (il lui fournit environ les 2/3 du débit, surtout pendant la saison estivale), lequel conflue ensuite dans le Reno.
Peu après sa source (à Sasso di Castro) il forme un lac, le lago di Castel dell'Alpi.
Le Reno et le Savena délimitent le territoire de la cité de Bologne, respectivement à l'ouest et à l'est.